# Egzocentryzm
Egzocentryzm – właściwość konstrukcji gramatycznej złożonej z dwóch lub więcej elementów polegająca na tym, że ta konstrukcja należy do innej klasy niż te elementy i nie można zastąpić jej żadnym z nich. Tadeusz Milewski podaje przykład krzywonos (osoba o krzywym nosie). Wyraz ten składa się z form krzywy i nos, jednak zakres znaczeniowy leży poza zakresem obu części składowych.